# Geschubd dambordje
Geschubd dambordje (Acarospora moenium) is een korstmossoort uit het geslacht Acarospora.

## Determinatie
Geschubd dambordje heeft schubben die deels loskomen van het substraat en (slecht zichtbare) soralen.

## Ecologie
Geschubd dambordje groeit op steen.

## Verspreiding
In Nederland is de soort zeldzaam. De zwaartepunten liggen in het oosten van het land.